# سانت فيث
سانت فيث ( (بالألمانية: Sankt Vith)‏ ؛ (بالفرنسية: Saint-Vith)‏ ؛ (باللوكسمبورغية: Sankt Väit)‏ pronounced  ) هي بلدية تقع في مقاطعة لييج البلجيكية ، وفي المجتمع الناطق بالألمانية في بلجيكا . تم تسميتها على اسم القديس فيتوس .
في 1 يناير 2006 ، بلغ عدد سكان سانت فيث 9،169. المساحة الإجمالية للبلدية 146.93   كيلومتر مربع ، مما يعطي كثافة سكانية تبلغ 62 نسمة لكل كيلومتر مربع. اللغة الرسمية للبلدية هي الألمانية .
تتكون البلدية من البلديات الفرعية التالية: سانت فيث و Crombach و Lommersweiler و Recht و Schönberg.

## روابط خارجية
- الموقع الرسمي